# Higashikagura
Higashikagura (jap. 東神楽町 Higashikagura-chō) – miasto w Japonii, w prefekturze Hokkaido, w podprefekturze Kamikawa. Według danych na rok 2020 miejscowość zamieszkiwało 10 127 mieszkańców , a gęstość zaludnienia wyniosła 147,8 os./km².